# José María Guido
José María Guido (Buenos Aires, 29 d'agost de 1910 - ídem. 13 de juny de 1975) va ser un advocat i polític argentí, que va assumir les funcions dels poders executiu i legislatiu, amb el títol de president de la Nació, com a resultat del cop militar del 29 de març de 1962 al qual es va derrocar i va arrestar el President Arturo Frondizi.

## Cop del 29 de març de 1962
El cop militar del 29 de març de 1962 va tenir elements tragicómics que van determinar que no fos un militar, sinó un civil, José María Guido, qui accedís al govern després de derrocar el President Arturo Frondizi (radical intransigent).
Frondizi va suportar durant el seu govern reiterades plantades i insurreccions militars, mitjançant els quals van arribar a imposar-li fins i tot el Ministre d'Economia (Álvaro Alsogaray) i van acabar amb el cop del 29 de març de 1962, liderat pel General Raúl Poggi.
El fet que va precipitar el cop va ser l'àmplia victòria del peronisme a les eleccions realitzades onze dies abans, a deu de les catorze províncies, incloent la Província de Buenos Aires. El peronisme havia estat proscripte per la dictadura militar de 1955, però Frondizi va tornar a habilitar-lo electoralment, encara que va mantenir la prohibició a Juan Perón de presentar-se com a candidat i tornar al país. Frondizi immediatament va intervenir les províncies on havia guanyat el peronisme, però el cop era imparable.
Després de l'aixecament militar del 29 de març de 1962, el President Frondizi, detingut pels militars a l'Illa Martín García, es va negar a renunciar («no em suïcidaré, no renunciaré i no marxaré del país».) Això va portar a una multitud de moviments, amenaces i gestions que van esgotar els líders de la insurrecció. Al matí del 30 de març, el General Raúl Poggi, líder de la insurrecció victoriosa, es va dirigir a la Casa Rosada per a fer-se càrrec del govern, els periodistes el van sorprendre en comentar-li que un civil, José María Guido, havia jurat com a president al palau de la Cort Suprema de Justícia.
Guido era un radical intransigent que presidia provisionalment la Cambra de Senadors, a causa de la renúncia del Vicepresident Alejandro Gómez. Tenint això en compte, la nit del cop, alguns advocats relacionats amb la Cort Suprema de Justícia de la Nació, van creure corresponent oferir la presidència a Guido, per trobar-se en el primer lloc de la línia sucesoria segons la Llei 252.
Els militars insurrectes van acabar acceptant la situació i van convocar Guido a la Casa Rosada per a comunicar-li que seria reconegut com a president, si es comprometés per escrit a executar les mesures polítiques indicades per les Forces Armades. La primera d'elles era anul·lar les eleccions en les quals havia guanyat el peronisme. Guido va acceptar les imposicions militars, va signar una acta deixant constància d'això i va anar llavors habilitat per aquests per a instal·lar-se amb el títol de president, però clausurant el Congrés Nacional i intervenint totes les províncies.
D'aquesta manera Guido va assumir els poders executiu i legislatiu del país, sota control i supervisió de les Forces Armades, que es van reservar el dret de remoure'l.

## Govern
Va designar un equip econòmic de dretes (Federico Pinedo, José Alfredo Martínez d'Hoz, etc.). Poc després (24 de juliol) va dictar un Estatut dels partits polítics que va servir d'instrument per a excloure el peronisme. El seu breu mandat de facto va estar marcat pels enfrontaments armats entre faccions militars oposades (blaus versus colorados).
Finalment el 1963 va tornar a convocar eleccions limitades, amb proscripció del peronisme, en les quals va ser elegit president Arturo Illia de la Unió Cívica Radical del Poble (UCRP), que va assumir el poder el 12 d'octubre de 1963. En segon lloc soritia el vot en blanc que molts peronistes van utilitzar com a protesta. El president Illia al seu torn va ser derrocat per un cop militar el 28 de juny de 1966.